# Echium rosulatum
Echium rosulatum är en strävbladig växtart som beskrevs av Johan Martin Christian Lange. Echium rosulatum ingår i släktet snokörter, och familjen strävbladiga växter. Inga underarter finns listade i Catalogue of Life.